# Manfred Böhm (Physiker, 1940)
Manfred Böhm (* 27. November 1940 in Memmingen; † 5. Juli 2013) war ein deutscher Physiker.
Böhm studierte Physik an der Universität Würzburg und der Ludwig-Maximilians-Universität München und wurde 1966 an der Universität Würzburg promoviert (Zur Quantisierung der hydrodynamischen Gleichungen). Danach ging er ans DESY, wo er sich der Elementarteilchenphysik zuwandte. 1971 habilitierte er sich in Würzburg. Nach einem Forschungsaufenthalt am CERN wurde er 1977 Professor für Theoretische Physik an der Universität Würzburg. 2005 wurde er emeritiert. Er lebte zuletzt in Estenfeld.
Böhm befasste sich später vor allem mit Präzisionsvorhersagen in der Theorie der elektroschwachen Wechselwirkung im Standardmodell. Er schrieb eines der ersten deutschsprachigen Lehrbücher über moderne Elementarteilchentheorie und Eichtheorien im Rahmen des Standardmodells.
Er ist nicht mit dem Physiker Manfred Böhm (* 1942 in Nürnberg) an der Universität Gießen zu verwechseln, der auch ein Buch über Lie-Gruppen und Lie-Algebren in der Physik sowie über Symmetrien in Festkörpern veröffentlichte.

## Schriften
- mit Peter Becher, Hans Joos, Ansgar Denner: Gauge theories of the strong and electroweak interactions, Teubner 2001 (2. Auflage der Erstausgabe bei Wiley 1984, deutsches Original: Becher, Böhm, Joos Eichtheorien der starken und elektroschwachen Wechselwirkung, Teubner 1981)

## Einzelbelege
1. ↑  Karsten Schutte: Die Fakultät trauert um Herrn Prof. Dr. Böhm. 8. Juli 2013, archiviert vom Original (nicht mehr online verfügbar) am 2. Februar 2014; abgerufen am 10. Juli 2013.
2. ↑  Lie-Gruppen und Lie-Algebren in der Physik. Abgerufen am 27. Mai 2013.
3. ↑   Symmetrien in Festkörpern. Abgerufen am 27. Mai 2013.

| Personendaten    | Personendaten      |
| ---------------- | ------------------ |
| NAME             | Böhm, Manfred      |
| KURZBESCHREIBUNG | deutscher Physiker |
| GEBURTSDATUM     | 27. November 1940  |
| GEBURTSORT       | Memmingen          |
| STERBEDATUM      | 5. Juli 2013       |